# Diodontus minutus
Diodontus minutus är en stekelart som först beskrevs av Fabricius 1793.  Diodontus minutus ingår i släktet Diodontus, och familjen Crabronidae. Arten är reproducerande i Sverige.